# Cyathea borneensis
Cyathea borneensis là một loài dương xỉ trong họ Cyatheaceae. Loài này được Copel. mô tả khoa học đầu tiên năm 1911.
Danh pháp khoa học của loài này chưa được làm sáng tỏ. 